# Ahmad as-Sanusi
Ahmad az-Zubajr as-Sanusi (ur. 1934) – libijski polityk.

## Wyróżnienia
W 2011 roku został uhonorowany Nagrodą Sacharowa.